# Marea (Seekabel)

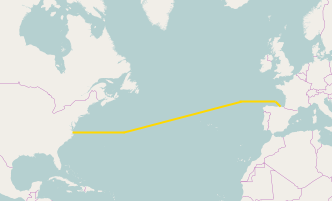
Route des Marea-Seekabels im Atlantik

Marea ist ein Seekabel zur Internetübertragung zwischen den Vereinigten Staaten und Europa. Dieses Transatlantik-Kabel verbindet Virginia Beach im US-Bundesstaat Virginia mit dem spanischen Bilbao. Von Spanien aus sollen weitere europäische Länder sowie der Nahe Osten und der afrikanische Kontinent angebunden werden. 
Die Auftraggeber Meta Platforms (vormals Facebook Inc.) und Microsoft wollen mit dem eigenen Seekabel ihre Unabhängigkeit erhöhen. Die Verlegung wurde von August 2016 bis Oktober 2017 ausgeführt. Anlass für den Bau dieses Seekabels durch Facebook und Microsoft waren die Beeinträchtigungen, die Hurricane Sandy 2012 mit sich gebracht hatte.
Marea ist das spanische Wort für Gezeiten.
Für die Verlegung des Seekabels wurde eine Route mit einer durchschnittlichen Tiefe von 3,6 Kilometern kartiert, die teilweise durch vulkan- und erdbebengefährdete Gebiete verläuft. Das Kabel hat eine Länge von rund 6600 Kilometern, der Durchmesser entspricht in etwa der eineinhalbfachen Dicke eines Gartenschlauches. Das Kabel enthält acht mit Kupfer umschlossene Glasfaserpaare, eine Schutzschicht und eine wasserfeste Umhüllung.
Mit einer Übertragungsgeschwindigkeit von 160 Terabit/Sec war es das seinerzeit leistungsfähigste transatlantische Unterseekabel.
Die Wartung des Kabels erfolgt durch die Telefónica-Tochter Telxius, die auch für den Verkauf freier Kapazitäten des Kabels verantwortlich ist. Anfang 2018 ging Marea in Betrieb.